# 小行星2375
小行星2375（2375 Radek）是一颗围绕太阳公转的小行星。1975年1月8日，盧波什·科胡特克在汉堡发现了此天体。
該小行星以捷克作曲家克蒂拉德·科胡特克命名。
这颗小行星的绝对星等为101.95019等。